# Xã Waldron, Quận Platte, Missouri
Xã Waldron (tiếng Anh: Waldron Township) là một xã thuộc quận Platte, tiểu bang Missouri, Hoa Kỳ. Năm 2010, dân số của xã này là 692 người.